# Byron Rodríguez
Byron Miguel Rodríguez Nelson (Puerto Cortés, Cortés, Honduras; 26 de agosto de 1997) es un futbolista hondureño. Se desempeña como delantero y actualmente juega en el Marathón de la Liga Nacional de Honduras.

## Clubes
| Club                        | País      | Año           |
| --------------------------- | --------- | ------------- |
| Parrillas One               | Honduras  | 2018-2019     |
| Cafetaleros de Chiapas      | México    | 2019          |
| Deportivo Iztapa (préstamo) | Guatemala | 2020          |
| Platense                    | Honduras  | 2021          |
| Marathón                    | Honduras  | 2021-2022     |
| Platense                    | Honduras  | 2022-Presente |